# Villa Crastan

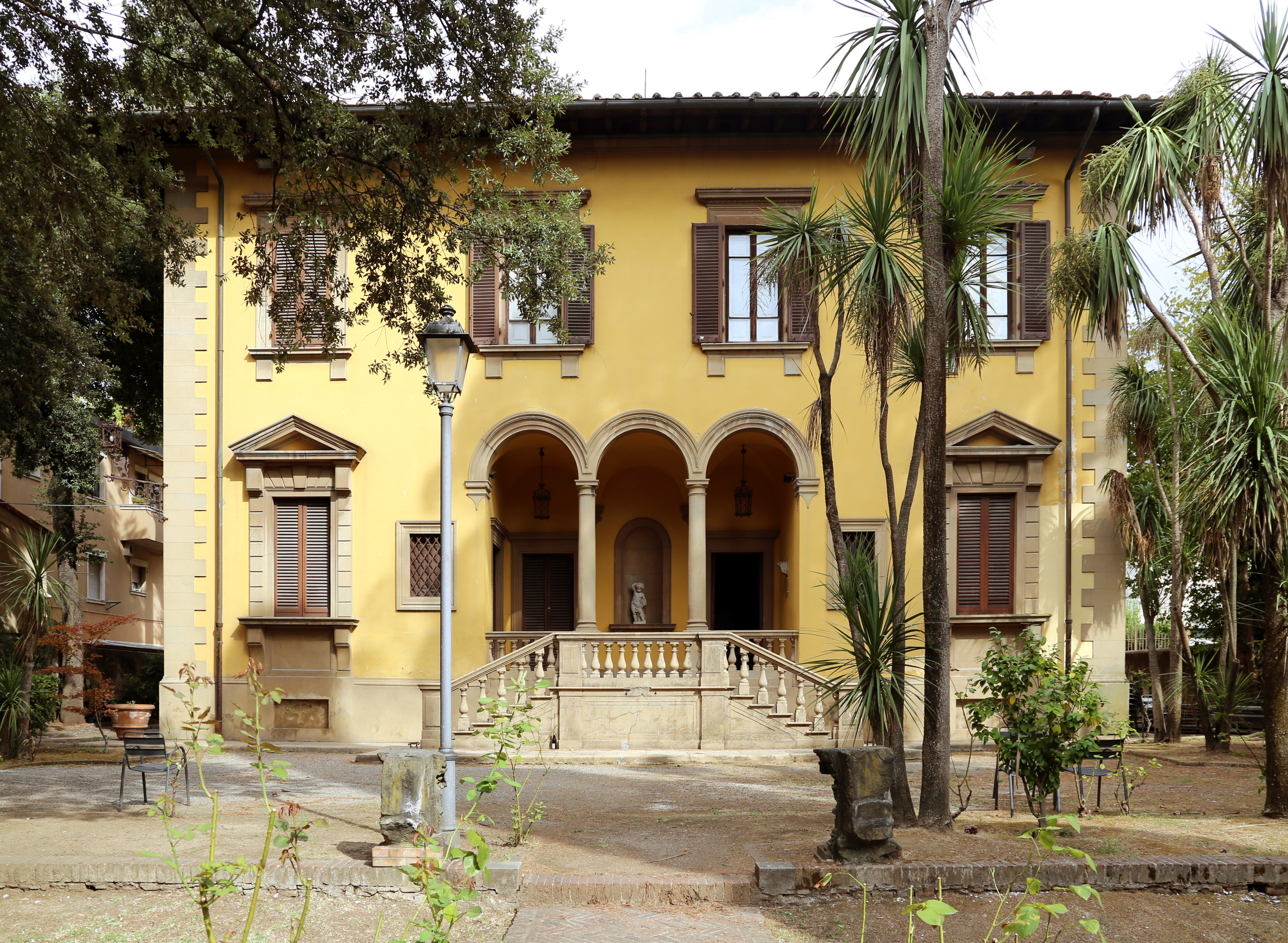
Villa Crastan, facciata

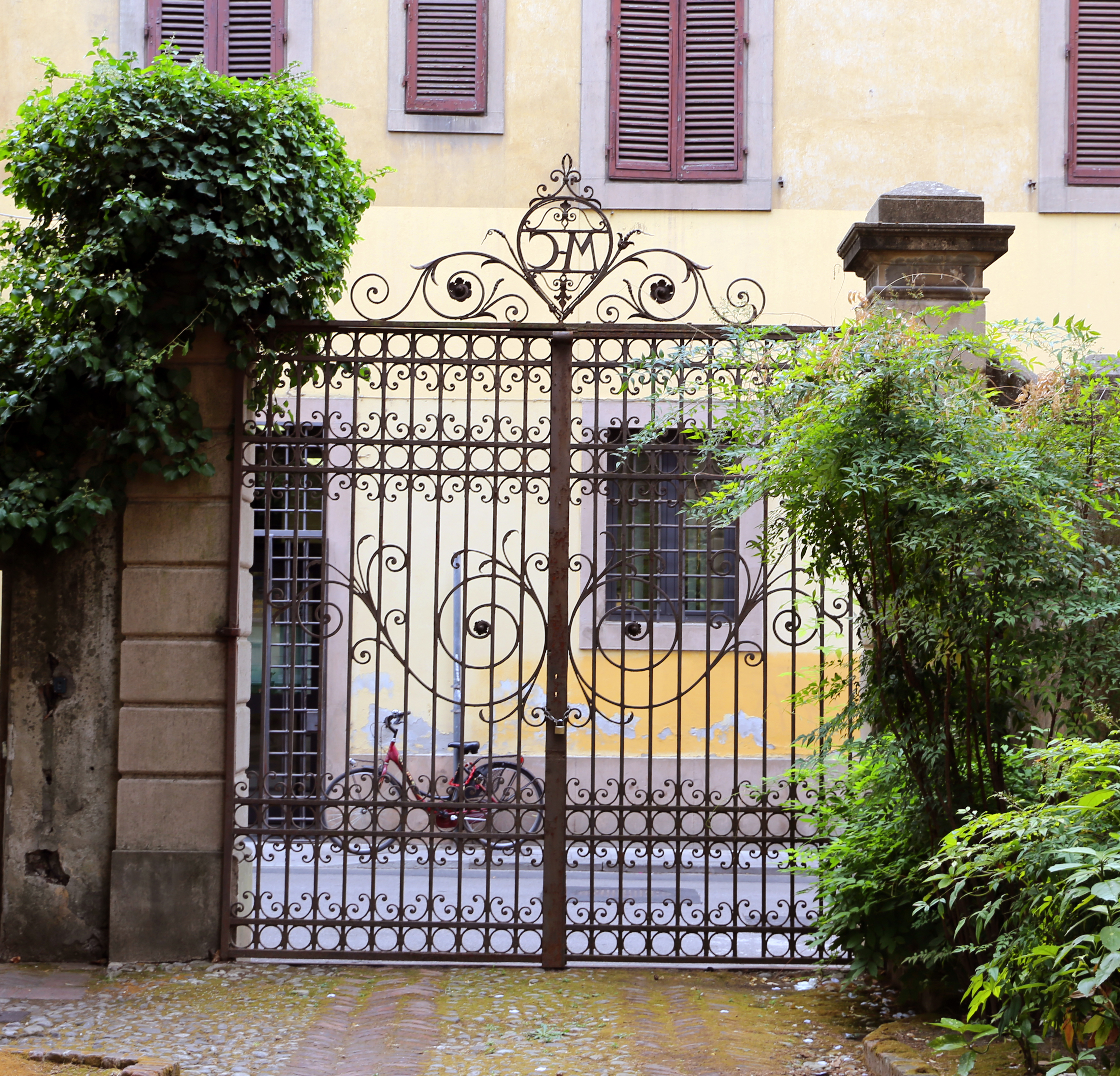
Il cancello di Luigi Bellincioni

Villa Crastan si trova a Pontedera (PI), in via Stazione Vecchia 3.

## Storia e descrizione
Fu progettata nel 1928, per conto di Manlio Crastan, dall'architetto A. Arrighi. L'edificio neorinascimentale è caratterizzato sulla facciata principale da una scala a doppia rampa e da una loggia tripartita. L'ingresso alla proprietà avviene attraverso un cancello in ferro battuto realizzato su disegno di Luigi Bellincioni.
Lo spazio più interessante di tutto il complesso è indubbiamente il parco che circonda la villa. Il giardino è arricchito da elementi architettonici tra i quali si annovera la peschiera mistilinea con balaustra decorata e la grotticina.
Fino ad aprile 2014 la villa era la sede della Biblioteca comunale di Pontedera, adesso trasferita nella nuova Biblioteca intitolata a Giovanni Gronchi sul viale Piaggio. Villa Crastan, dopo un restauro, è stata destinata ad attività culturali.